# 陶深站
陶深站（：／ Dosim yeok */?）是京義·中央線沿線的一座高架車站，位於韓國京畿道南楊州市瓦阜邑道谷里。由於德沼站與本站所在區域間往來並不方便，為了便利鄰近居民使用而設立此站。

## 車站結構
站體為2面2線側式月台的高架車站，候車月台設有月台幕門。

### 月台配置
| ↑ 德沼 |
| \| １  |
| 八堂 ↓ |

| 月台 | 路線                   | 目的地               |
| ---- | ---------------------- | -------------------- |
| 1    | ●首都圈電鐵京義·中央線 | 菊秀、楊平、龍門方向 |
| 2    | ●首都圈電鐵京義·中央線 | 回基、龍山、文山方向 |

## 历史
- 2007年12月27日：开始使用。

## 相鄰車站
韓國鐵道公社
●首都圈電鐵京義·中央線
中央線急行
德沼（K126）－陶深（K127）－兩水（K130）
中央線緩行
德沼（K126）－陶深（K127）－八堂（K128）